# Staatsmeisterschaft von Roraima
Die Staatsmeisterschaft von Roraima ist die Fußballmeisterschaft des Bundesstaates Roraima (portugiesisch: Campeonato Roraimense de Futebol) in Brasilien. Sie wird seit 1960 jährlich ununterbrochen ausgetragen und vom Landesverband der Federação Roraimense de Futebol (FRF) organisiert.
Bis 1994 ist der Fußball in Roraima auf Amateurniveau betrieben wurden. Rekordmeister ist der Atlético Roraima aus der Landeshauptstadt Boa Vista mit 20 Titeln.

## Sieger
| Rekordmeister: Atlético Roraima | 0 | 20 Titel | Atlético Roraima (Boa Vista)                                                  |
| Rekordmeister: Atlético Roraima | 0 | 18 Titel | Baré EC (Boa Vista)                                                           |
| Rekordmeister: Atlético Roraima | 0 | 14 Titel | São Raimundo EC (Boa Vista)                                                   |
| Rekordmeister: Atlético Roraima | 0 | 03 Titel | São Francisco FC (Boa Vista) River EC (Boa Vista) Náutico FC (Caracaraí)      |
| Rekordmeister: Atlético Roraima | 0 | 02 Titel | Atlético Rio Negro Clube (RR) (Boa Vista) Grêmio Atlético Sampaio (Caracaraí) |
| Rekordmeister: Atlético Roraima | 0 | 01 Titel | AE Real (São Luiz do Anauá)                                                   |

## Meisterschaftshistorie
| Meister 2025: Grêmio Atlético Sampaio | 0 | - 2025 Grêmio Atlético Sampaio - 2024 Grêmio Atlético Sampaio - 2023 São Raimundo EC - 2022 São Raimundo EC - 2021 São Raimundo EC - 2020 São Raimundo EC - 2019 São Raimundo EC - 2018 São Raimundo EC - 2017 São Raimundo EC - 2016 São Raimundo EC - 2015 Náutico FC - 2014 São Raimundo EC - 2013 Náutico FC - 2012 São Raimundo EC - 2011 AE Real - 2010 Baré EC - 2009 Atlético Roraima - 2008 Atlético Roraima - 2007 Atlético Roraima - 2006 Baré EC - 2005 São Raimundo EC - 2004 São Raimundo EC - 2003 Atlético Roraima - 2002 Atlético Roraima - 2001 Atlético Roraima - 2000 Atlético Rio Negro Clube (RR) - 1999 Baré EC - 1998 Atlético Roraima - 1997 Baré EC - 1996 Baré EC - 1995 Atlético Roraima 0Beginn der Profiära - 1994 River EC - 1993 Atlético Roraima - 1992 São Raimundo EC - 1991 Atlético Rio Negro Clube (RR) - 1990 Atlético Roraima - 1989 River EC - 1988 Baré EC - 1987 Atlético Roraima - 1986 Baré EC - 1985 Atlético Roraima - 1984 Baré EC - 1983 Atlético Roraima - 1982 Baré EC - 1981 Atlético Roraima - 1980 Atlético Roraima - 1979 River EC - 1978 Atlético Roraima - 1977 São Raimundo EC - 1976 Atlético Roraima - 1975 Atlético Roraima - 1974 São Francisco FC - 1973 São Francisco FC - 1972 Baré EC - 1971 Baré EC - 1970 Baré EC - 1969 Baré EC - 1968 Náutico FC - 1967 Baré EC - 1966 Baré EC - 1965 Baré EC - 1964 Baré EC - 1963 São Francisco FC - 1962 Atlético Roraima - 1961 Atlético Roraima - 1960 Baré EC |